# أدب ليتواني

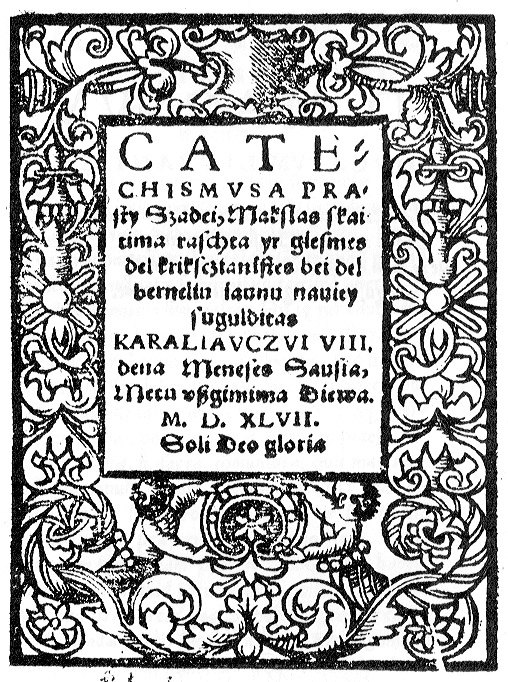

يهتمّ الأدب الليتواني بالفنون والأعمال المكتوبة التي ألفها الليتوانيون عبر التاريخ.

## تاريخ

### اللغة اللاتينية
كُتبَ قسم كبير من الأدب الليتواني باللغة اللاتينية، باعتبارها لغة العلوم الرئيسة في العصور الوسطى. تُعتبر المراسيم التي أصدرها الملك الليتواني ميندوغاس مثالًا بارزًا عن الأدب الليتواني باللغة اللاتينية. هناك أيضًا رسائل غيديميناس، التي تُعد إرثاً أدبياً ليتوانياً مكتوبًا باللغة اللاتينية.
كان نيكولاوس هوسوفيانوس (وُلد نحو عام 1480 –توفي بعد عام 1533) أول مؤلفٍ ليتواني كتب أعماله باللغة اللاتينية. نُشرت قصيدة له عام 1523 بعنوان «أغنية عن مظهر الثور الأمريكي وشراسته واصطياده»، ووصف فيها الكاتب المناظر الطبيعية في ليتوانيا وأساليب العيش والتقاليد ولمحات عن القضايا السياسية الراهنة في عصره، وتعكس القصيدة الصراع بين المسيحية والوثنية أيضًا. كتب شخص آخر، اسمه المستعار ميكالو ليتوانوس (وُلد نحو العام 1490 وتوفي عام 1560) بحثًا بعنوان (عن عادات التتر والليتوانيين والموسكوفيين) في منتصف القرن السادس عشر، لكنه لم يُنشر حتى عام 1615.
كان بيتروس رويسيوس ماوروس ألكانيشينيسيس (وُلد نحو عام 1505 وتوفي عام 1571) محاميًا وشاعرًا إسبانيّ المولد، وأصبح لاحقًا شخصية بالغة الأهمية في ثقافة ليتوانيا خلال القرن السادس عشر. كان أغوستينوس روتوندوس (وُلد نحو العام 1520 وتوفي عام 1582) ناشرَا ومحاميًا وعمدة فيلنيوس، وكتب تاريخ ليتوانيا باللغة اللاتينية نحو العام 1560 (لم تبقَ أي مخطوطة منه). كتب لوان رادفانوس، وهو شاعرٌ إنسانيّ عاش في النصف الثاني من القرن السادس عشر، قصيدة ملحمية قلّد فيها الإنيادة لفيرجيل. ونُشرت تلك القصيدة الملحمية الليتوانية في فيلنيوس عام 1588.
كان بوييروس لاورينتيوس (وُلد نحو العام 1561 –توفي عام 1619) شاعراً من أصول سويدية، لكنه تخرّج من جامعة فيلنيوس. تُعد قصيدة كارولوماكيا أبرز أعماله، وهي قصيدة كرّسها لانتصار الليتوانيين على الجيش السويدي في معركة كيرشولم عام 1605. كُتب القصيدة ونُشرت عام 1606، أي بعد عامٍ واحدٍ من المعركة. تحتفي القصيدة بالجيش الليتواني والهيتمان الأعظم (أو بولماركوس كما أُشير إليه في القصيدة) لليتوانيا، والمدعو يان كارول خودكيفيتس. ذكرت تلك القصيدة العديد من تفاصيل المعركة المهمة، واحتوت أول ذكر لصيحة المعركة بالليتوانية موشكي! (أو كايدي باللاتينية، التي تعني الهزيمة).
كان ماتاياس ساربيفيوس (وُلد عام 1595 وتوفي عام 1640) شاعراً بولندي المولد، وتخرّج من جامعة فيلنيوس وقضى معظم سنوات عمله في ليتوانيا، تحديدًا فيلنيوس وكروجي. حصل على الشهرة في أوروبا بعد إصدار أولى مجموعاته الشعرية بعنوان ثلاثة كتب من القصائد الغنائية عام 1625. وصف الشاعر الميثولوجيا الليتوانية، إلى جانب الأساطير الرومانية، في كتابه آلهة الأمم عام 1627.
كتب العلماء والمؤرخون في القرن السابع عشر باللغة اللاتينية أيضًا، وكانت لغة العلم الشائعة في أوروبا الكاثوليكية: اشتُهر كاجيميراس كويلافيسوس فيُكاس وجيغمانتاس لياوكسيميناس بمؤلفاتهما اللاتينية التي تشمل مجالات مثل علم اللاهوت وفن الخطابة والموسيقى. كتب ألبيرتاس كويلافيسوس فيُكاس أول مؤلف مطبوع عن تاريخ ليتوانيا بعنوان هيستوريا ليتوانيا.
عارض كل من ماسيي ستريكوفسكي وأغوستينوس روتوندوس بشدة استخدام اللغة اللاتينية بصفتها لغة رسمية لدوقية ليتوانيا الكبرى، فبرأيهما، اللغة الليتوانية ليست إلا لغة محلية متشعبة عن اللغة اللاتينية. اعتمدا في هذا الرأي على التشابه النحوي بين اللغتين الليتوانية واللاتينية.
نُشرت الكتب اللاتينية في فيلنيوس وكراكاو وريغا. وفي القرن السادس عشر فقط، نُشر 158 كتابًا باللاتينية في مدينة فيلنيوس وحدها. على الرغم من أن الصحافة المطبوعة بدأت في دوقية ليتوانيا الكبرى عام 1522، لكن أول مَن أنشأ صحيفة مطبوعة في مدينة لندن عام 1480 هو الليتواني جون ليتو.

### اللغة الليتوانية
كان العلماء الليتوانيون أمثال أبراوماس كولفيتيس (وُلد نحو العام 1510 وتوفي عام 1545) وستانيسلوفاس رابوليونيس (1485 –1545) من أوائل المؤلفين الذين كتبوا أعمالهم باللغة الليتوانية. نُشرت الأعمال الأدبية الليتوانية، المكتوبة باللغة الليتوانية، لأول مرة في القرن السادس عشر. في عام 1547، ألّف مارتيناس ماجفيداس ووضع أول كتاب مطبوع باللغة الليتوانية بعنوان الكلمات البسيطة لتعاليم الكنيسة، الذي يُعتبر بداية الأدب الليتواني المطبوع. عقبه ميكالاوس داوكشا (1527 –1613) بكتابه تعاليم الكنيسة، أو التعليم الإلزامي لكل مسيحي. في القرنين السادس عشر والسابع عشر، كان معظم الأدب الليتواني دينيًا. لكن خلال فترة الإصلاح المسيحي، برز تنافس بين مناصري الكالفينية في ليتوانيا للتأثير على الناس وتنويرهم. فمثلًا، نُشر أكبر كتاب في ليتوانيا في القرن السابع عشر، وهو «كتاب التقوى المسيحية» الذي رعاه يانوش رادجيفيو (بالليتوانية ينوشاس رادفيلا). خلال القرن الثامن عشر، تزايد عدد المنشورات العلمانية، من بينها المعاجم. شجعت جامعة فيلنيوس استخدام اللغة الليتوانية وابتكار أعمالٍ أدبية في النصف الأول من القرن التاسع عشر. لكن بعد انقسام الكومنولث الليتواني البولندي، أعلنت روسيا في منتصف القرن التاسع عشر –عقب سيطرة الإمبراطورية الروسية على أجزاء واسعة من ليتوانيا –حظرًا على طباعة المؤلفات الليتوانية المكتوبة بالأبجدية اللاتينية مدة 40 عامًا. خشيت روسيا حدوث انتفاضة واضطرابات على يد القوميين الليتوانيين، وجراء ذلك، نُقلت عمليات النشر إلى بروسيا الشرقية، ثم نُقلت الكتب المنشورة بالليتوانية إلى ليتوانيا على يد مهربي الكتب. كان أول كتاب علماني ليتواني هو عمل مترجم يسرد خرافات إيسوب، فتُرجم من اللاتينية ونُشر عام 1706 على يد يوهان شولتز (1648–1710).

## أدب القرن العشرين

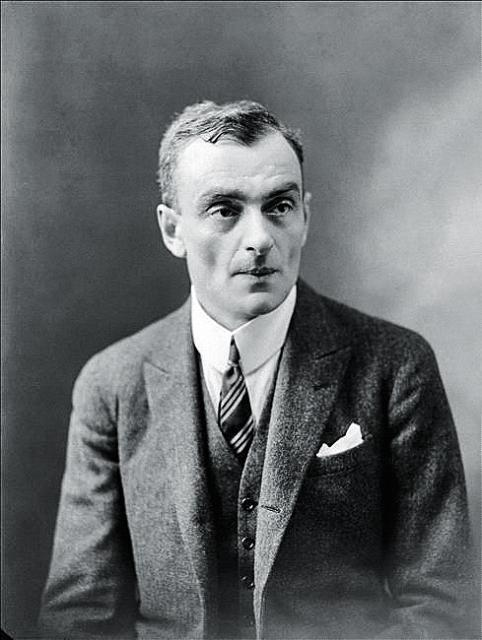
Oskar Miłosz

عندما رُفع الحظر عن طباعة الكتب الليتوانية المكتوبة بأبجدية لاتينية عام 1904، بدأ الكُتاب الليتوانيون يستكشفون ويتبنون عناصر من حركات أدبية أوروبية مختلفة، مثل الرمزية والانطباعية والتعبيرية. في الفترة الأولى من الاستقلال الليتواني (1918 –1940)، أي بين الحربين العالميتين، برز الأدب الذي يستكشف المجتمع الليتواني ويبتكر شخصيات تحمل مشاعر وعواطف عميقة، فلم تعد السياسة الموضوع الرئيس في حياة الليتوانيين. بدأت حركة الرياح الأربع عقب نشر قصيدة للشاعر كازيس بينكيس (1893–1942) بعنوان رسول الرياح الأربع. جسدت تلك القصيدة ثورة على الشعر التقليدي، أما الأساس البلاغي لحركة الرياح الأربع، فارتكز أولًا على حركة المستقبلية الفنية التي وصلت إلى روسيا من الغرب، وتأثرت لاحقًا بالتكعيبية والدادائية والسوريالية واللاإحيائية والتعبيرية الألمانية.
كان مايرونيس (1862–1932) واحدًا من أشهر الشعراء الليتوانيين الكلاسيكيين. واشتُهر بقصائده الرومانتيكية الدراماتيكية والغنائية، ودُعي بـ«شاعر نبي حركة الإحياء الليتوانية الوطنية». مهّد مايرونيس الطريق أمام الشعراء الليتوانيين الحديثين. واستلهم الشاعر مواضيع قصائده من الطبيعة والتاريخ القديم لليتوانيا. أسماء حكام دوقية ليتوانيا الكبرى وأفعالهم موجودة في الكثير من المقاطع. من أشهر أعماله: مجموعة قصائد بعنوان «أصوات الربيع، عام 1895».
كان فينسوس كريفي ميتسكافيتشوس (وُلد عام 1882 وتوفي عام 1954) شخصية بارزة ومرموقة في أوائل القرن العشرين، فكان روائيًا وكاتبًا مسرحيًا. من أبرز أعماله «قصص شعبية قديمة عن دينَفا، عام 1912» والمسرحيات التاريخية مثل شاروناس عام 1911، وسكيرغايلا عام 1925 وموت ميندوغاس عام 1935.
كان إغناس شينيوس (1889–1959) روائيًا وكاتبًا انطباعيًا ودبلوماسيًا ليتوانيًا في السويد وعدد من الدول الاسكندنافية الأخرى. من أبرز أعماله رواية بعنوان الأحدب عام 1913، والفيضان الأحمر عام 1940 التي كُتبت أولًا بالسويدية. وصف شينيوس كيف أنهى السوفيات استقلال بلده قصير الأمد، وداسوا على قومية الشعب الليتواني، وأجبروه على اتباع أسلوب الحياة السوفياتي: أي أنهم قاموا بـ«سوفيتة» اقتصاد ليتوانيا واستولوا على القطاع الخاص. يُعتبر الفيضان الأحمر شهادة فصيحة عن تلك الأحداث المروعة. لشينيوس رواية خيال علمي بعنوان «سيغفريد الدائم يجدد نفسه» صدرت عام 1934، وكانت من أوائل الروايات التي تكشف ديستوبيا الاشتراكية الوطنية في أوروبا.